# Yoshitaka Ohashi
Yoshitaka Ohashi (大橋 良隆 Ohashi Yoshitaka?), född 1 juli 1983 i Saitama prefektur, är en japansk fotbollsspelare.
Ohashi började sin karriär 2006 i Vegalta Sendai. 2007 flyttade han till NEC Tokin. Efter NEC Tokin spelade han för AC Nagano Parceiro. Han spelade 172 ligamatcher för klubben. Han avslutade karriären 2015.